# Ван Влётен, Аннемик
Аннеми́к Адриа́на ван Влётен (нидерл. Annemiek Adriana van Vleuten; род. 8 октября 1982 года, Влёйтен, провинция Утрехт) — нидерландская велогонщица, олимпийская чемпионка 2020 года и трёхкратная чемпионка мира по шоссейным велогонкам, чемпионка Европы, призёр чемпионата мира по трековым велогонкам.

## Биография
Обладательница Кубка мира по шоссейным велогонкам 2011 года.
Участница Олимпийских игр 2012 и 2016 годов в групповой шоссейной гонке. На Играх в Лондоне заняла 14-е место, а в Рио-де-Жанейро не смогла финишировать, упав за 10 км до финиша и получив сотрясение мозга и перелом трёх позвонков.
Двукратная чемпионка Нидерландов и бронзовый призёр Европейских игр 2015 года в индивидуальной гонке.
Чемпионка мира 2017 и 2018 годов в индивидуальной гонке. Чемпионка мира 2019 и 2022 года в групповой гонке.
Ранее выступала за Rabo Liv Women Cycling Team.
Завершила карьеру в 2023 году.

### Статистика выступления наГранд-турах
| Гонка / Год          | 2010           | 2011           | 2012           | 2013           | 2014           | 2015           | 2016           | 2017           | 2018           | 2019           | 2020           | 2021           | 2022           | 2023           |
| -------------------- | -------------- | -------------- | -------------- | -------------- | -------------- | -------------- | -------------- | -------------- | -------------- | -------------- | -------------- | -------------- | -------------- | -------------- |
| Рут де Франс феминин | 1              | —              | —              | —              | —              | —              | —              | не проводилась | не проводилась | не проводилась | не проводилась | не проводилась | не проводилась | не проводилась |
| Тур де л'Од феминин  | 5              | не проводилась | не проводилась | не проводилась | не проводилась | не проводилась | не проводилась | не проводилась | не проводилась | не проводилась | не проводилась | не проводилась | не проводилась | не проводилась |
| Джиро д’Италия Донне | 27             | 75             | DNF            | DNF            | 8              | 35             | —              | 3              | 1              | 1              | DNF            | —              | 1              | 1              |
| Тур де Франс Фамм    | не проводилась | не проводилась | не проводилась | не проводилась | не проводилась | не проводилась | не проводилась | не проводилась | не проводилась | не проводилась | не проводилась | не проводилась | 1              | 4              |
| Ла Вуэльта Фамм      | не проводилась | не проводилась | не проводилась | не проводилась | не проводилась | не проводилась | не проводилась | не проводилась | не проводилась | не проводилась | 6              | 1              | 1              | 1              |

### Рейтинги
| Год                 | 2008 | 2009  | 2010 | 2011 | 2012 | 2013 | 2014 | 2015 | 2016 | 2017 | 2018 | 2019 | 2020 | 2021 | 2022 | 2023 |
| ------------------- | ---- | ----- | ---- | ---- | ---- | ---- | ---- | ---- | ---- | ---- | ---- | ---- | ---- | ---- | ---- | ---- |
| Мировой рейтинг UCI | 88-й | 140-й | 6-й  | 5-й  | 7-й  | 15-й | 17-й | 17-й | 13-й | 1-й  | 1-й  | 3-й  | 3-й  | 1-й  | 1-й  | 5-й  |
| Мировой кубок UCI   | -    | 39-й  | 6-й  | 1-й  | 54-й | 6-й  | 11-й | 10-й |      |      |      |      |      |      |      |      |
| Мировой тур UCI     |      |       |      |      |      |      |      |      | 23-й | 2-й  | 1-й  | 2-й  | 7-й  | 1-й  | 1-й  | 2-й  |
|                     |      |       |      |      |      |      |      |      |      |      |      |      |      |      |      |      |
| Источник: UCI       |      |       |      |      |      |      |      |      |      |      |      |      |      |      |      |      |